# Vida después de la vida
Vida después de la vida es un libro de 1975 escrito por el psiquiatra Raymond Moody. 
Es un informe sobre un estudio cualitativo en el que Moody entrevistó a 150 personas que habían sufrido una experiencia cercana a la muerte (ECM). El libro presenta un conjunto de narraciones sobre lo que se siente al morir. 
Basándose en su recolección de casos, Moody identificó un conjunto de elementos comunes en las ECM:

- (a) una abrumadora sensación de paz y bienestar, incluida la ausencia de dolor.
- (b) la sensación de estar situado fuera del cuerpo físico.
- (c) sensación de flotar a la deriva o a través de la oscuridad, a veces descrita como un túnel.
- (d) toma de conciencia de una luz dorada.
- (e) encontrarse, y tal vez comunicarse, con un "ser de luz".
- (f) tener una rápida sucesión de imágenes visuales de su pasado.
- (g) experimentar otro mundo de mucha belleza.

Vida después de la vida vendió más de 13 millones de ejemplares, fue traducido a doce idiomas y se convirtió en un best seller internacional que hizo popular el tema de las ECM y abrió camino a otras investigaciones.
Moody escribió su siguiente libro en 1977: Reflexiones sobre vida después de la vida (ISBN 84-7166-584-0).